# Rodrigo Rodríguez Comos
Rodrigo Rodríguez Comos (Llanes, Asturias, 28 de abril de 1935), que firmaba como Comos, es un historietista español.

## Biografía
Rodrigo Rodríguez Comos trabajó para Editorial Bruguera, encargándose de dibujar la adaptación de la popular saga cinematográfica del cantante Joselito y la continuación de El Capitán Trueno.
Optó luego por el mercado exterior, desarrollando series femeninas como Wendy, Biggi y Conny para la alemana Bastei Verlag, Monique para la revista holandesa Tina  y Barbie para Gran Bretaña. También es el autor de Tex Norton y Marouf.

## Obra
| Años | Título                         | Guionista             | Tipo            | Publicación                   |
| ---- | ------------------------------ | --------------------- | --------------- | ----------------------------- |
| 1956 | La canción de Joselito         | José Repollés Aguilar | Monografía      | Bruguera: Historias, núm. 157 |
| 1962 | La Historia, esa gran aventura |                       | Serie colectiva | El Capitán Trueno Extra       |
| 1966 | El Capitán Trueno              | Víctor Mora           | Serie           | El Capitán Trueno Extra       |